# Computação quântica baseada em nuvem
Computação quântica baseada em nuvem é a invocação de emuladores quânticos, simuladores ou processadores através da nuvem. Cada vez mais, os serviços em nuvem estão sendo vistos como o método para fornecer acesso ao processamento quântico. Os computadores quânticos alcançam sua enorme capacidade de computação ao incorporar a física quântica na potência de processamento e quando os usuários têm acesso a esses computadores quânticos através da internet, é conhecido como computação quântica dentro da nuvem.
Em 2016, a IBM conectou um pequeno computador quântico à nuvem e isso permite que programas simples sejam construídos e executados na nuvem. No início de 2017, pesquisadores da Rigetti Computing demonstraram o primeiro acesso à nuvem programável usando a Python pyQuil library. Muitas pessoas, desde pesquisadores acadêmicos e professores até estudantes, já construíram programas que executam muitos algoritmos quânticos diferentes usando as ferramentas de programação. Alguns consumidores esperavam usar a computação rápida para modelar mercados financeiros ou construir sistemas de inteligência artificial mais avançados. Esses métodos permitem que pessoas fora de um laboratório profissional ou instituição experimentem e aprendam mais sobre uma tecnologia tão fenomenal.

## Aplicação
A computação quântica baseada em nuvem é utilizada em diversos contextos:
- No ensino, os professores podem usar a computação quântica baseada em nuvem para ajudar seus alunos a entender melhor a mecânica quântica, além de implementar e testar algoritmos quânticos.[3][4]
- Em pesquisa, os cientistas podem usar recursos quânticos baseados em nuvem para testar teorias de informação quântica,[5] realizar experimentos,[6] comparar arquiteturas,[7] entre outras coisas.
- Em jogos, os desenvolvedores podem usar recursos quânticos baseados em nuvem para criar jogos quânticos e introduzir as pessoas aos conceitos quânticos.[8]
- Em transformação digital, onde terabytes de big data estão disponíveis para processar e prever resultados futuros valiosos.
- Usado no desenvolvimento de aplicativos quânticos baseados em nuvem para construir aplicações personalizadas para pequenas empresas.

## Plataformas Existente
- qBraid Lab por qBraid [9] é uma plataforma baseada em nuvem para computação quântica. Ele fornece ferramentas de software para pesquisadores e desenvolvedores em quântica, além de acesso a hardware quântico. qBraid fornece acesso baseado em nuvem a dispositivos IBM e Amazon Braket, incluindo IBM, Xanadu, OQC, QuEra, Amazon Braket simuladores, Rigetti e IonQ a partir de agosto de 2023. A plataforma de computação quântica em nuvem vem com um nível gratuito onde acesso ilimitado ao hardware e simulador está disponível com a compra de créditos.
- Quandela Cloud por Quandela é o primeiro computador quântico fotônico europeu acessível pela nuvem. O computador é interfaceado usando a linguagem de script Perceval, com tutoriais e documentação disponíveis online gratuitamente.[10]
- Xanadu Quantum Cloud pela Xanadu, que consiste em acesso baseado em nuvem a três computadores quânticos fotônicos totalmente programáveis.[11]
- Forest pela Rigetti Computing, que consiste em um conjunto de ferramentas para computação quântica. Ele inclui uma linguagem de programação,[12] ferramentas de desenvolvimento e algoritmos de exemplo.
- LIQUi> pela Microsoft, que é uma arquitetura de software e conjunto de ferramentas para computação quântica. Inclui uma linguagem de programação, exemplos de algoritmos de otimização e agendamento, e simuladores quânticos.
  - Q#, uma linguagem de programação quântica da Microsoft no .NET Framework vista como sucessora do LIQUi|>.
- IBM Q Experience pela IBM,[13] fornecendo acesso ao hardware quântico, bem como simuladores de HPC. Estes podem ser acessados programaticamente usando o framework Python-baseado Qiskit, ou via interface gráfica com a IBM Q Experience GUI.[14] Ambos são baseados no padrão OpenQASM para representar operações quânticas. Há também um tutorial e uma comunidade online.[15] Os simuladores e dispositivos quânticos atualmente disponíveis são:
  - Vários processadores de qubit transmon.[16] Aqueles com 5 e 16 qubits são acessíveis ao público. Dispositivos de até 65 qubits estão disponíveis através da Rede IBM Q.[17]
  - Um simulador baseado em nuvem de 32 qubits. Software para simuladores hospedados localmente também é fornecido como parte do Qiskit.
- Quantum in the Cloud pela Universidade de Bristol, que consiste em um simulador quântico e um sistema quântico óptico de quatro qubits.[18]
- Quantum Playground pela Google, que apresenta um simulador com uma interface simples, e uma linguagem de script e visualização de estado quântico em 3D.[19]
- Quantum in the Cloud pela Universidade Tsinghua. É uma nova experiência em nuvem quântica de quatro qubits baseada em ressonância magnética nuclear-NMRCloudQ.
- Quantum Inspire pela Qutech é a primeira plataforma na Europa a fornecer computação quântica baseada em nuvem para dois chips de hardware. Ao lado de um processador transmon de 5 qubits, o Quantum Inspire é a primeira plataforma no mundo[20] para fornecer acesso online a um processador quântico de spin de elétron de 2 qubits totalmente programável:
  - Spin-2 é um computador quântico de spin de 2 qubits, hospedando dois qubits de spin de elétron único em um ponto quântico duplo em Si purificado isotopicamente 28.
  - Starmon-5 consiste em cinco qubits transmon supercondutores em uma configuração X.

Além dos chips quânticos, a plataforma dá acesso ao QX, um backend de emulação quântica. Duas instâncias do emulador QX estão disponíveis, emulando até 26 qubits em um servidor baseado em nuvem comum e até 31 qubits usando um 'nó gordo' no Cartesius, o supercomputador nacional holandês da SurfSara. Algoritmos quânticos baseados em circuito podem ser criados por meio de uma interface gráfica do usuário ou por meio do Quantum Inspire SDK baseado em Python, fornecendo um backend para o framework projectQ, o framework Qiskit. Quantum Inspire fornece uma base de conhecimento com guias do usuário e alguns algoritmos de exemplo escritos em cQASM.
- Amazon Braket, a partir de novembro de 2022, fornece acesso a computadores quânticos construídos por IonQ, Rigetti, Xanadu, QuEra e Oxford Quantum Circuits. As máquinas da D-Wave podem ser usadas por meio do AWS Marketplace. O Braket também fornece um ambiente de desenvolvimento de algoritmos quânticos e um simulador.
- Forge, da QC Ware, fornecendo acesso ao hardware da D-Wave, bem como aos simuladores do Google e da IBM. A plataforma oferece um teste gratuito de 30 dias, incluindo um minuto de tempo de computação quântica.[22]